# Dieter Engels (Jurist)

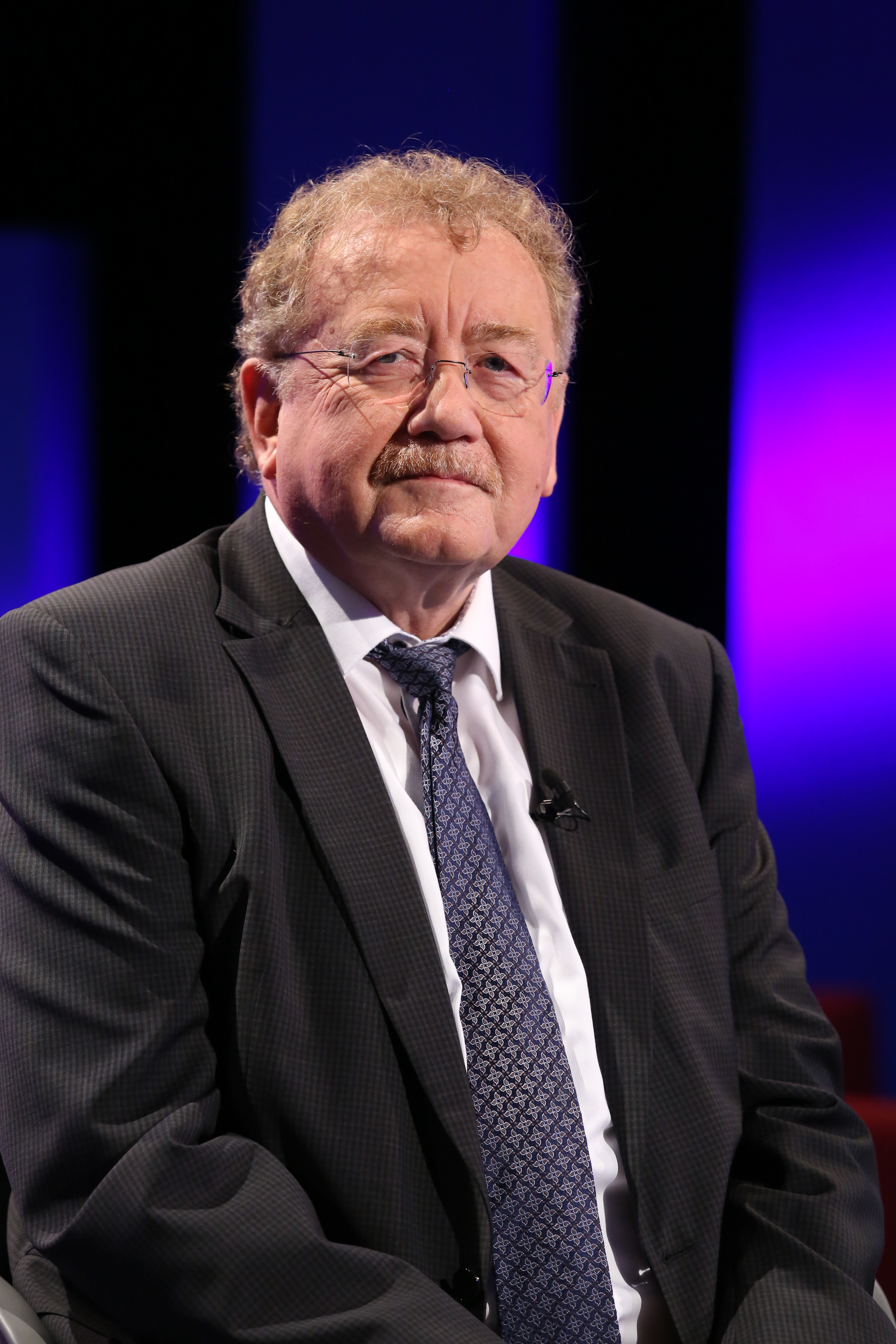
Dieter Engels (2018)

Dieter Engels (* 7. Februar 1950 in Mechernich) ist ein deutscher Jurist und war von 2002 bis 2014 Präsident des Bundesrechnungshofes.

## Leben
Dieter Engels ist der Sohn eines Beamten. Nach dem Besuch des Beethoven-Gymnasiums in Bonn studierte er von 1968 bis 1973 Rechtswissenschaften an der Rheinischen Friedrich-Wilhelms-Universität, wo er im Anschluss an die Referendariatszeit 1979 promoviert wurde.
1983 trat er in die Wissenschaftlichen Dienste des Deutschen Bundestages ein und konnte als Geschäftsführer des Sekretariats des Untersuchungsausschusses zur Affäre um die Neue Heimat Erfahrung in der Aufklärung von veruntreuten und verschwendeten Mitteln sammeln. 1989 folgte die Ernennung zum Sekretär des Haushaltsausschusses des Bundestages. In den Jahren zwischen 1992 und 1996 war er als Verwaltungsleiter der SPD-Bundestagsfraktion tätig.
Ende 1996 wechselte Engels zum Bundesrechnungshof und war zunächst als dessen Vizepräsident tätig, bevor er im Mai 2002 als Nachfolger von Hedda von Wedel zum Präsidenten gewählt wurde. In diesem Amt erwarb er sich den Ruf, „ein unbestechlicher Verwaltungsjurist und unabhängiger Geist zu sein, der auch die Steuergeldverschwendungen von Regierungsmitgliedern der eigenen Partei aufklärt und entsprechend kritisiert“. So prangerte er in seinem ersten Amtsjahr die geschönten Arbeitsvermittlungsstatistiken der Nürnberger Bundesanstalt für Arbeit an.
Er ist Honorarprofessor an der Hochschule für Verwaltungswissenschaften in Speyer. Dieter Engels ist geschieden und hat zwei Kinder.
Seit Anfang 2010 ist er Mitglied im Hochschulrat der Universität Bayreuth. Im Jahre 2013 wurde er zum Vorsitzenden des Hochschulrats der Universität Bonn gewählt. Sein Nachfolger beim Bundesrechnungshof seit Juli 2014 ist Kay Scheller.

## Auszeichnungen
- 2011: Ehrenmitglied der juristischen Vereinigung Phi Delta Phi[7]
- 2014: Bröckemännche-Preis[8]
- 2014: Großes Bundesverdienstkreuz